# 190'erne
Århundreder: 1. århundrede – 2. århundrede – 3. århundrede
Årtier: 140'erne 150'erne 160'erne 170'erne 180'erne – 190'erne – 200'erne 210'erne 220'erne 230'erne 240'erne
År: 190 191 192 193 194 195 196 197 198 199